# Top of the Top Sopot Festival 2018
Top of the Top Sopot Festival 2018 – 52. edycja festiwalu muzycznego odbywającego się w Operze Leśnej w Sopocie. Festiwal odbył się w dniach 14-16 sierpnia 2018 roku. Organizatorami byli Festival Group, Bałtycka Agencja Artystyczna BART i telewizja TVN, która transmitowała wydarzenie na żywo. Patronem medialnym wydarzenia było Radio Zet. Festiwal został zrealizowany przy pomocy finansowej Miasta Sopotu.

## Dzień pierwszy

### FOREVER YOUNG Największe przeboje lat 80' i 90'[2]
Koncert poprowadzili Grażyna Torbicka i Olivier Janiak.
- Opus – LIVE IS LIFE
- Małgorzata Ostrowska – Meluzyna; Mister of America
- Londonbeat – I've Been Thinking About You; You Bring On The Sun
- Felicjan Andrzejczak – Jolka, Jolka pamiętasz
- Fun Factory – Celebration; I Wanna Be With You
- Elektryczne Gitary – Dzieci wybiegły; Włosy
- Ten Sharp – YOU
- Ira – Szczęśliwego Nowego Jorku; Nadzieja
- Urszula – Malinowy Król; Dmuchawce, latawce, wiatr
- Beverley Craven – PROMISE ME
- George&G. – I'm Emotional

#### 35-lecie debiutanckiej płyty Lady Pank
- Lady Pank – Mniej niż zero
- Lady Pank & Tomasz Organek – Kryzysowa narzeczona
- Lady Pank & Maciej Maleńczuk – Tańcz głupia tańcz
- Lady Pank & Kasia Kowalska – Zamki na piasku
- Lady Pank - Zawsze tam, gdzie Ty

Zespół otrzymał statuetkę TOP of the TOP za całokształt twórczości.
- Kasia Kowalska, Małgorzata Ostrowska, Tomasz Organek, Lady Pank – Krakowski Spleen (Tribute to Kora)

### #iLOVE... Największe przeboje o miłości[3]
Koncert poprowadzili Gabi Drzewiecka i Filip Chajzer.
- James Arthur – Impossible; Say You Won't Let Go; You Deserve Better
- Margaret – Lollipop; In My Cabana
- Michał Szpak – Color Of Your Life; King Of The Season
- Sarsa – Bronię się; Motyle i ćmy
- Grzegorz Hyży – O Pani; Niech pomyślą, że to ja; Losing Game

## Dzień drugi

### #iDance... Morze przebojów - część 1[4]
Koncert poprowadzili Patricia Kazadi i Augustin Egurrola.
- Urszula – Konik na biegunach
- Wilki – Baśka; Na krawędzi życia
- Cleo – Łowcy gwiazd; Mi-Sie
- Liber & Natalia Szroeder – Wszystkiego na raz; Teraz ty; Porównania
- Natalia Szroeder – Parasole; Lustra/Mirrors
- Kayah – Supermenka; Testosteron
- Marta Gałuszewska – Nie mów mi nie
- Pectus – Barcelona; Do góry nogami
- Edyta Górniak – Jak najdalej; Andromeda
- Natalia Nykiel – Kokosanki; ŁUNY

### TOP OF THE TOP Największe przeboje zagranicznych artystów[5]
Koncert poprowadzili Agnieszka Woźniak-Starak i Olivier Janiak.
Bursztynowego Słowika – w wyniku głosowania SMS-owego – otrzymał Mihalij za utwór Who You Are.

#### Wykonania konkursowe
| L.p. | Państwo         | Wykonawca      | Utwór                    |
| ---- | --------------- | -------------- | ------------------------ |
| 1    | Finlandia       | Sunrise Avenue | Hollywood Hills          |
| 2    | Rumunia         | Alexandra Stan | Mr Saxobeat              |
| 3    | Wielka Brytania | Toploader      | Dancing in the Moonlight |
| 4    | Niemcy          | Nico Santos    | Rooftop                  |
| 5    | Rosja           | Mihail         | Who You Are              |

Gościem specjalnym koncertu była Anastacia, która zaśpiewała swoje utwory: Left Outside Alone, Caught in the Middle, One Day In Your Life i I’m Outta Love.

### #iDance... Morze przebojów - część 2[6]
Koncert poprowadzili Patricia Kazadi i Augustin Egurrola.
- Natalia Szoeder – Powietrze
- Natalia Szoeder & Kasia Stankiewicz – Ruchome piaski; Zamienię Cię
- Agnieszka Adamczewska – Na wszystko przyjdzie czas

#### 20-lecie Blue Cafe
- Blue Café – Do nieba; Zapamiętaj
- Blue Café &  Pectus – Czas nie będzie czekał
- Blue Café & Sarsa – Niebo
- Blue Café – Hallelujah
- Blue Café, Hajlandery i Kayah – You may be in Love
- Blue Café i Rey Ceballo – Buena
- Blue Café – Reflection

Zespół otrzymał statuetkę TOP of the TOP za całokształt twórczości.

## Dzień trzeci

### THE BEST OF SOPOT Największe przeboje Opery Leśnej[7]
Koncert poprowadzili Grażyna Torbicka i Olivier Janiak.
- Kasia Cerekwicka – I Will Always Love You
- Feel – A gdy jest już ciemno
- Pectus – To, co chciałbym Ci dać
- Vox – Bananowy Song
- Natalia Szroeder – You Keep Me Hangin' On
- Varius Manx & Kasia Stankiewicz – Zanim zrozumiesz
- Aloe Blacc – I Need a Dollar; Brooklyn In The Summer; Wake me up
- Andrzej Piaseczny – Z głębi duszy; Chodź, przytul, przebacz
- Andrzej Dąbrowski – Do zakochania jeden krok
- Kasia Wilk – Do kiedy jestem
- Edyta Górniak – To nie ja; A Natural Women
- Sławek Uniatowski – Nie ma jak Bacharach
- Aleksandra Gintrowska – If You Don't Know Me By Now
- Michał Kwiatkowski – Can You Feel the Love Tonight
- Izabela Trojanowska – Tyle samo prawd ile kłamstw
- Patricia Kazadi – Hello
- Kasia Kowalska – Domek z kart; A to co mam
- Kasia Kowalska & Tulia – Aya

Wokalistka otrzymała statuetkę TOP of the TOP za całokształt twórczości.

### 40-LECIE BAJM[8]
Koncert poprowadzili Gabi Drzewiecka i Filip Chajzer.
- Welshly Arms – Legendary; Sanctuary

- Bajm – Biała armia; O Tobie; Józek, nie daruje Ci tej nocy; Nie ma wody na pustyni; Co mi Panie dasz; Ta sama chwila

Zespół otrzymał statuetkę TOP of the TOP za całokształt twórczości.

### BIG CYC - 30 lat z wariatami[9]
Koncert poprowadzili Gabi Drzewiecka i Filip Chajzer.
- Big Cyc – Facet to świnia

- Kobranocka & Big Cyc – Berlin Zachodni
- De Mono & Big Cyc – Rudy się żeni
- Nocny Kochanek & Big Cyc – Wielka miłość do babci klozetowej
- Łowcy.B & Big Cyc – Guma
- Grzegorz Skawiński & Big Cyc – Kręcimy pornola
- Poparzeni Kawą Trzy  & Big Cyc – Makumba
- Dr Misio & Big Cyc – Polacy

Zespół otrzymał statuetkę TOP of the TOP za całokształt twórczości.